# 修正第1条委員会
修正第1条委員会（Committee for the First Amendment）は、1947年9月に下院非米活動委員会（HUAC）の公聴会でハリウッド・テンを支持する俳優らによって結成された活動団体である。脚本家のフィリップ・ダン、女優のマーナ・ロイ、映画監督のジョン・ヒューストンとウィリアム・ワイラーによって設立された。
その他の会員にはルシル・ボール、ハンフリー・ボガート、ローレン・バコール、ジュールス・バック、ジョゼフ・コットン、ドロシー・ダンドリッジ、ベティ・デイヴィス、オリヴィア・デ・ハヴィランド、メルヴィン・ダグラス、ヘンリー・フォンダ、ジョン・ガーフィールド、ジュディ・ガーランド、アイラ・ガーシュウィン、ジューン・ハヴォック、スターリング・ヘイドン、ポール・ヘンリード、キャサリン・ヘプバーン、レナ・ホーン、マーシャ・ハント、ダニー・ケイ、ジーン・ケリー、イヴリン・キース、バート・ランカスター、グルーチョ・マルクス、バージェス・メレディス、ヴィンセント・ミネリ、エドワード・G・ロビンソン、ロバート・ライアン、フランク・シナトラ、ケイ・トンプソン、ビリー・ワイルダー、ジェーン・ワイアットが含まれた。

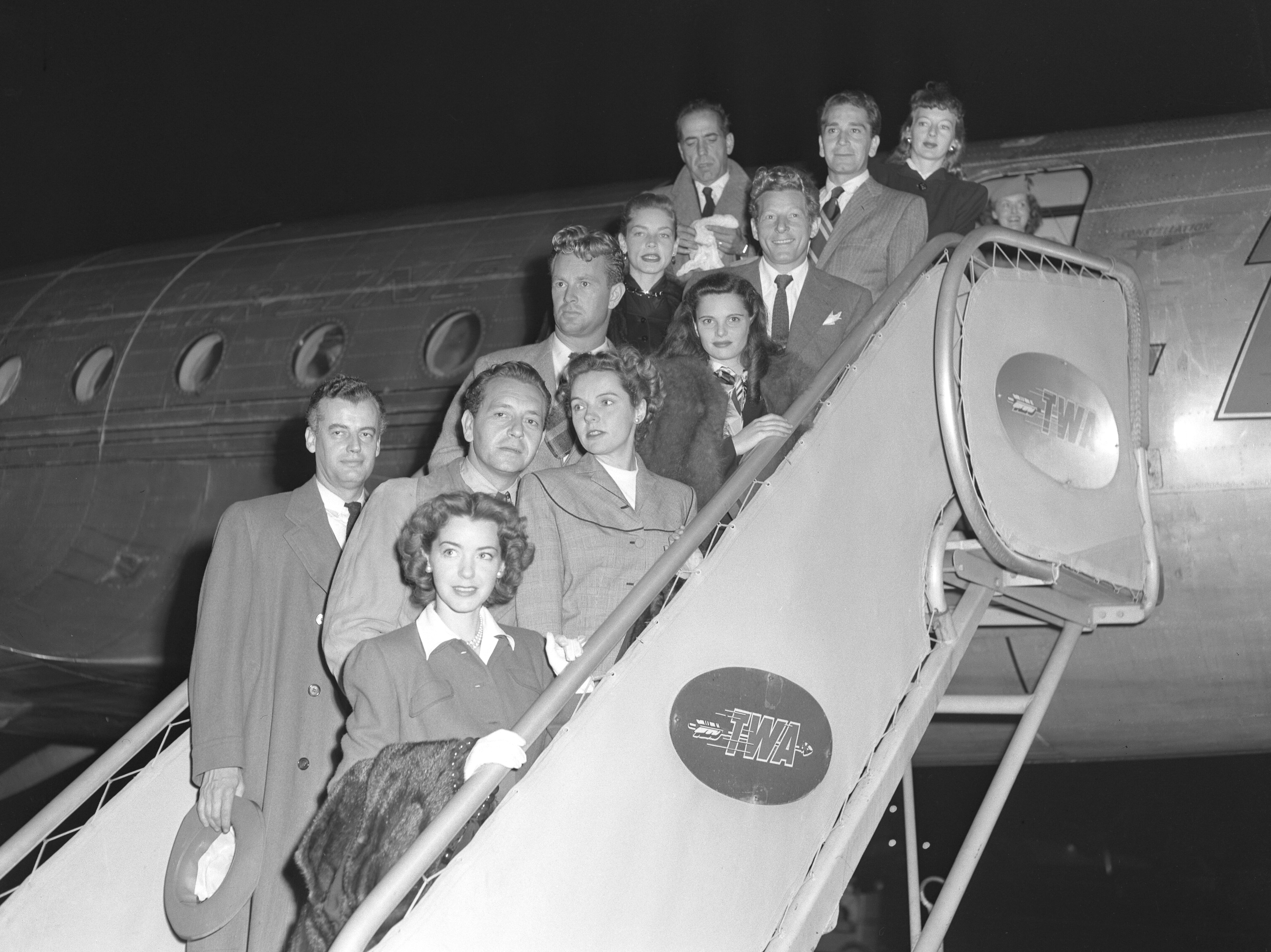
ワシントンD.C.に向かう修正第1条委員会の面々（1947年）

1947年10月27日、委員会のメンバーはHUACの公聴会に抗議するためにワシントンD.C.に向かった。彼らの関与は効果が無く、この委員会への参加者は疑惑の目で見られるようになった。アイラ・ガーシュウィンはカリフォルニア州の反共主義のテニー委員会に呼び出され、自分の参加について説明を求められた。
1947年10月27日と11月2日、ABCラジオ・ネットワークで放送された30分番組の『Hollywood Fights Back』は委員会のメンバーがHUACの公聴会への反対を表明するものだった。

## 反動
委員会は非共産主義者のニューディール・リベラル民主党員で構成されていたが、スターリング・ヘイドンが共産党員であったことが明らかとなると亀裂が入った。委員会のメンバーは吟味され、共産主義者はいないと断言していたハンフリー・ボガートはヘイデンが共産主義者であることを知ると激怒した。ボガート以外にもアルヴァ・ベッシー、ジョン・ハワード・ローソン、ダルトン・トランボといったハリウッド・テンの面々が共産党員であることを知らなかったナイーヴな者も多くいた。ローレン・バコールは後に自分もボガートも他の委員会のメンバーも共産主義者に騙されたと語っている。彼女は「私たちがアンフレンドリー・テンにある程度利用されていたことに気付いたのはずっと後になってからだった」と述べている。
独自の非米活動委員会を持つカリフォルニア州議会は即座に委員会を共産主義者のフロント組織であると烙印を押した。第二次世界大戦後の赤狩り時代に映画俳優組合の会長を務め、当時はリベラルな民主党員であると同時に熱心な反共主義者であったロナルド・レーガンは仲間のリベラル派が「（共産党の）国内史でで最も成功した作戦」の犠牲になっていると主張し、彼らを「カモ」呼ばわりした。アイラ・ガーシュウィンは後にカリフォルニア州上院の非米活動委員会で、このグループに関わったことに愕然としたと証言した。
ボガート、ガーフィールド、ロビンソンは後に自分たちは「騙されて」ハリウッド・テンを支持したとする記事を発表した（ガーフィールドとロビンソンは後にブラックリストに載った）。『フォトプレイ』誌の1948年3月号にはボガートの「私は共産主義者ではない」（"I'm No Communist"）という記事が掲載された。この記事の中でボガートは自身と他の委員会員はハリウッド・テンの中に実際に共産主義者がいたことに気付いていなかったと主張している。当時最高のハリウッドスターの1人だったボガートは自分のキャリアを守るために売ったものとみなされ、多くのリベラル派や仲間たちから攻撃された。

## 余波
1951年にジョン・ガーフィールドはHUACに召喚され、名前を挙げることを拒否した末にブラックリスト入りし、翌1952年に39歳で心臓発作で亡くなった。一般に彼は共済党員でなかったとみられており、ブラックリスト入りが心臓発作の原因と考えられている。
ガーフィールドと同様にスターリング・ヘイドンも1951年にHUACから召喚された。彼はガーフィールドとは違って名前を証言したが、後にこの決断を後悔した。彼は「それは私が生涯行った中で恥ずべき事の1つである」と述べた。